# هبوط

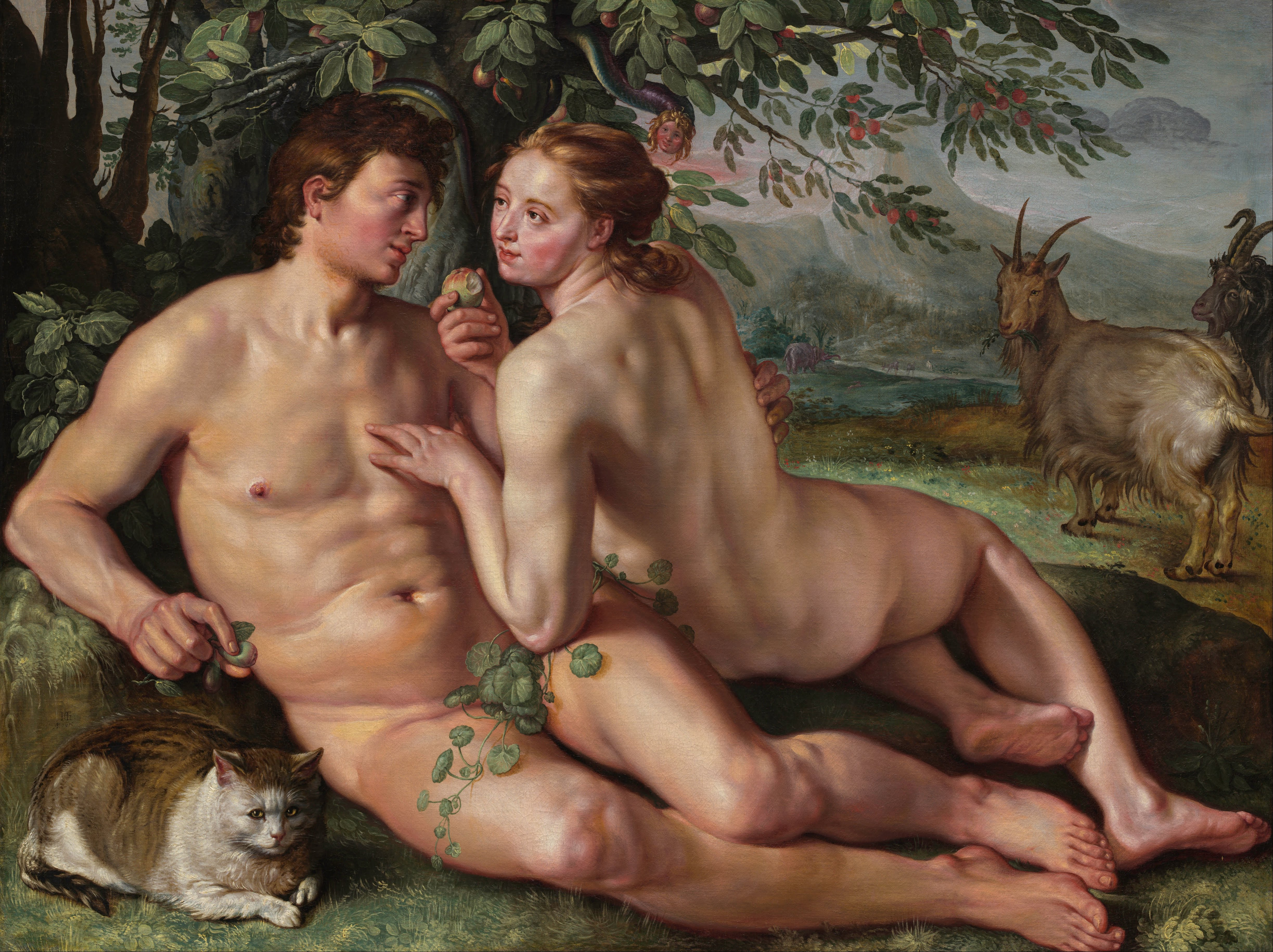
هُبوطِ انسان، اثری از هندریک خولتسیوس (۱۶۱۶)، از نقاشان دورهٔ دوران طلایی هلند. اکنون در نگارخانه ملی هنر آمریکا نگهداری می‌شود.

هُبوط یا سقوط انسان مفهومی در دستگاه نظری و آموزه‌های مسیحی است که می‌گوید نخستین زن و مرد در آغاز معصوم و مطیع خدا بودند، اما با نافرمانی گناهکار شدند. منظور از هُبوط رانده‌شدن انسان از باغ عدن و فرستاده‌شدن او به زمین است و ریشه در داستان آدم و حوا—دومین اسطورهٔ آفرینش در سفر پیدایش در تنخ—دارد.
بر اساس روایت سفر پیدایش، یهوه آدم و زن را آفرید تا نگهبان باغ عدن باشند. اینان آزاد بودند از تمام میوه‌های باغ بخورند، مگر میوهٔ درخت معرفت که خدا گفته بود می‌تواند باعث مرگشان شود. لیکن مار به زن خبر داد خوردن از میوهٔ درخت معرفت آنان را نخواهد کشت، بلکه باعث می‌شود چشمانشان باز و مانند خدا به نیک و بد آگاه شوند. پس زن از آن میوه خورد و به آدم هم داد. چشمانشان باز شد، به لختی خود پی بردند و وقتی صدای آواز خدا که میان درختان باغ می‌خرامید را شنیدند، خود را پنهان کردند. خدا که آمد، از آدم پرسید «کجا هستی؟» آدم پاسخ داد: «چون فهمیدم می‌آیی، خود را پنهان ساختم زیرا لخت هستم.» خدا از این پاسخ متوجه شد آنان از درخت معرفت خورده‌اند و «یکی از ما» شده‌اند. پس از ترس اینکه مبادا از درخت حیات هم بخورند و جاویدان شوند، آنان را از باغ بیرون راند. او همچنین آدم، زن و مار را نفرین کرد: مار بر شکمش راه خواهد رفت، زن تابع شوهرش خواهد بود و درد زاییدن را تحمل خواهد کرد و آدم «به عرق پیشانی‌اش نان خواهد خورد، زیرا او از خاک است و به خاک برخواهد گشت.»
در هیچ بخشی از سفر پیدایش یا دیگر کتب تنخ حرفی از مسائلی مثل «سقوط ابدی انسان» در رابطه با این داستان به میان نیامده است؛ در عوض، به گفتهٔ رنزبرگ، پیام اصلی این قصه بیشتر صعود ناتمام انسان به خدایی است. داستان هبوط یکی از پایه‌های عقیدهٔ «گناه نخستین» در مسیحیت است. در مسیحیت جریان اصلی (مبتنی بر اعتقادنامهٔ نیقیه) گفته می‌شود گناه به دلیل این نافرمانی وارد جهان شد و تمام هستی—از جمله ذات انسان—را آلود. بدین دلیل، همهٔ انسان‌ها گناهکار متولد می‌شوند و نخواهند توانست به زندگی ابدی دست یابند، مگر با رحمت الهی. نافرمانی و رانده شدن انسان از بهشت در قرآن نیز روایت شده‌است.

## واژه‌شناسی
ابن فارس می‌گوید: «هبوط کلمه‌ای است که دلالت بر فرود آمدن می‌کند.» این اصطلاح در سفر پیدایش به کار نرفته‌است.

## روایت کتاب مقدس

### پیش‌زمینه

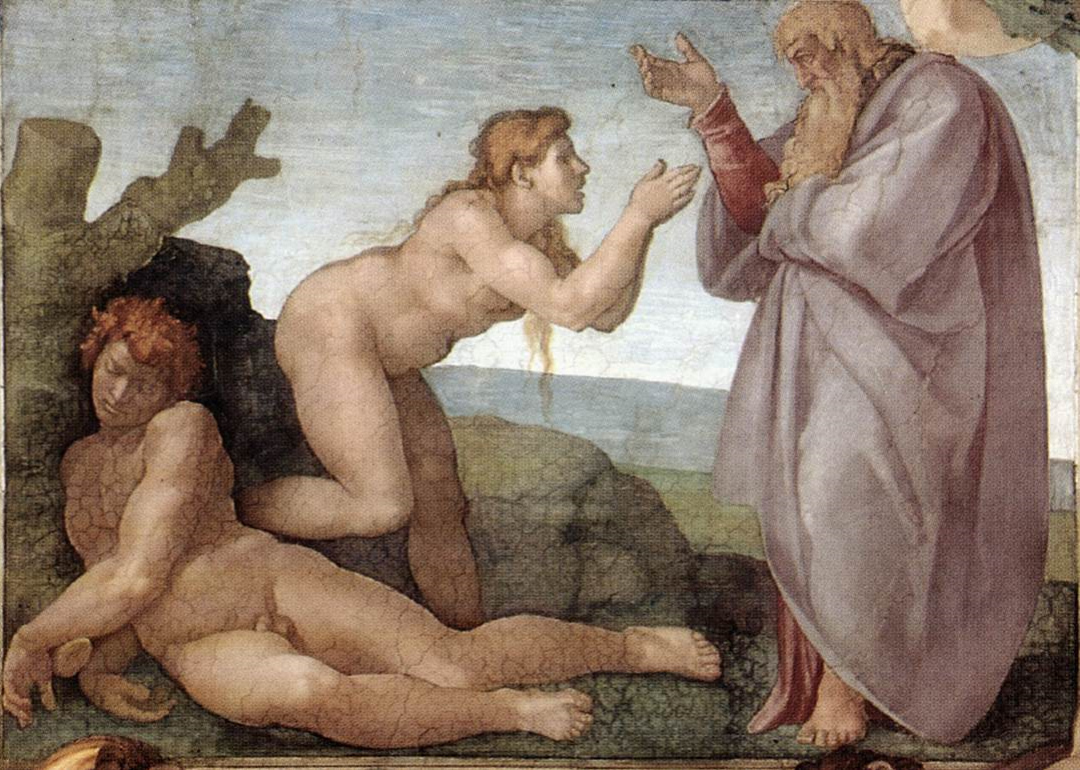
آفرینش حوا اثر میکل‌آنژ

در کتاب مقدس چندین افسانه آفرینش مختلف وجود دارد. میان این قصه‌ها، دو مورد در سفر پیدایش بازگو شده و آدم و حوا از شخصیت‌های روایت دوم هستند. سفر پیدایش اولین کتاب از پنج کتاب تورات و به‌طور کلی اولین کتاب در مجموعه کتاب مقدس است. در نظر اکثر پژوهشگران، سفر پیدایش در دوره هخامنشی (۵۵۰ – ۳۳۰ قبل از میلاد) نوشته شده‌است. با این وجود، از آنجا که در دیگر بخش‌های تنخ هیچ اشاره‌ای به آدم نشده، اقلیت قابل توجهی از محققان اعتقاد دارند که ۱۱ باب ابتدایی سفر پیدایش (از آفرینش تا پایان طوفان) محصول دوره‌ای متاخرتر است و احتمالاً به قرن سوم قبل از میلاد تعلق دارد.
در روایت اول شخصیت‌های آدم و حوا وجود ندارند. در این داستان، بعد از اینکه خدا به زمین و آسمان‌ها شکل داد، در ششمین روز مرد و زن را آفرید و روز بعد استراحت کرد. سپس روایت دوم آغاز می‌شود که قصه‌ای عامیانه است. در این داستان، بعد از آفرینش زمین و آسمان‌ها توسط یهوه الوهیم، کسی در زمین نبود تا در آن گیاهی بکارد. او با استفاده از گِل به آدم شکل داد و روح حیات در او دمید تا نگهبان باغ عدن باشد. آدم نتوانست میان حیوانات باغ عدن برای خود همنشینی بیابد، پس یهوه الوهیم برای اینکه آدم تنها نماند، از دنده‌اش زن را آفرید. آفرینش از دنده بازی با کلمات در زبان سومری است، زیرا در این زبان، «تی» به دو معنای «دنده» و «زندگی» به کار می‌رفته‌است. شکست‌خوردن خدا در یافتن همنشینی برای آدم در تلاش اولش، نشان می‌دهد او خدایی انسان‌انگاشته‌شده و جایزالخطاست.

### هبوط انسان

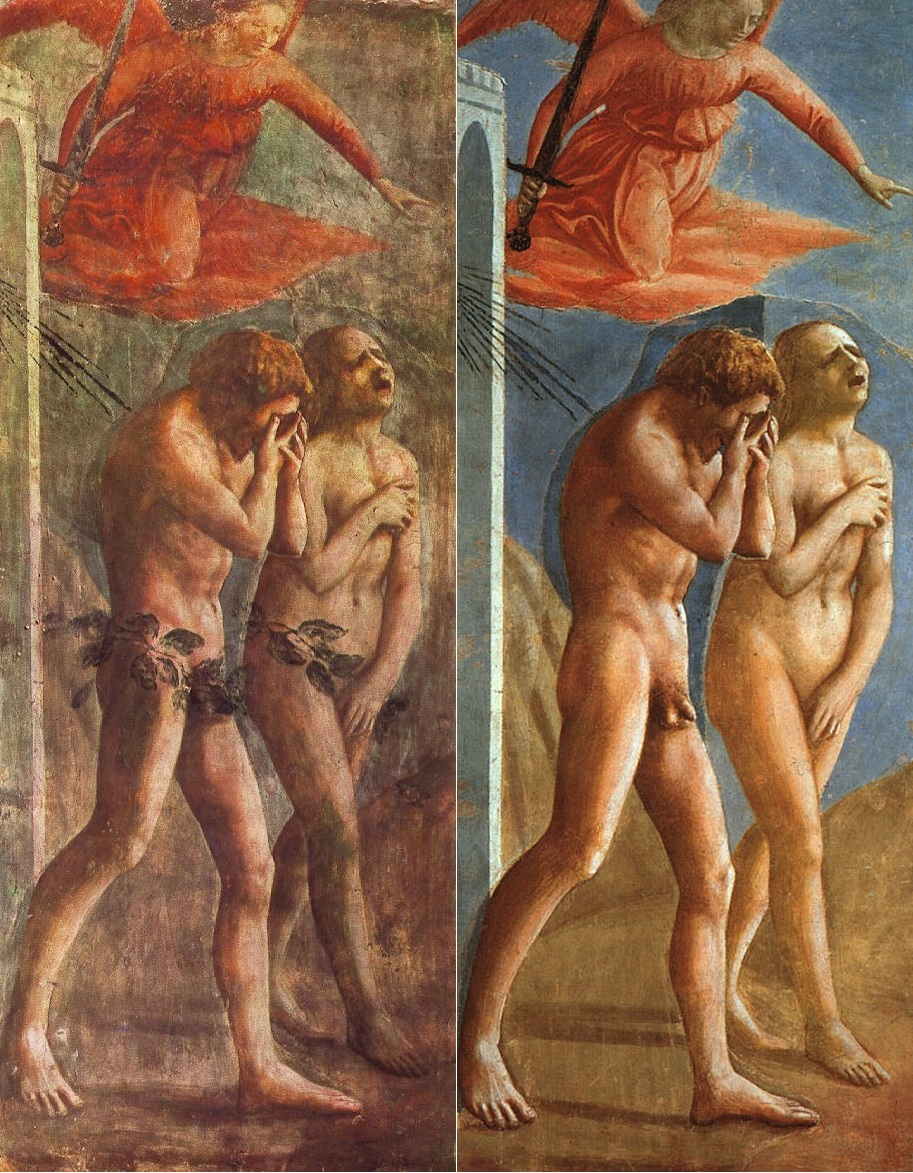
رانده‌شدن آدم و حوا از بهشت، اثری از مازاتچو، ۱۴۲۵ میلادی

آدم و زن آزاد بودند از میوه همهٔ درختان بخورد، غیر از درخت معرفت، زیرا خدا گفته بود می‌تواند باعث مرگش شود. در ادامه به حضور مار در باغ عدن پرداخته شده‌است؛ او از همه حیوانات باغ هوشیارتر بود (که نشان می‌دهد داستان‌پرداز مار را یک حیوان در نظر گرفته، نه شیطان یا موجودی دیگر) و زن را برای خوردن از میوه درخت معرفت وسوسه کرد؛ مار از زن پرسید: «به راستی خدا به شما گفته از میوه درختان باغ نخورید؟» و زن پاسخ داد: «از میوه‌های باغ می‌خوریم، غیر از میوه درخت معرفت، زیرا خدا گفته اگر بخورید خواهید مرد.» مار به او گفت: «نخواهید مرد، بلکه خدا می‌داند اگر بخورید، چشمانتان باز خواهد شد و مانند او از نیک و بد مطلع خواهید شد.» پس زن از میوه درخت معرفت خورد و به شوهرش هم داد؛ چشمانش باز شد و متوجه شدند که لخت هستد و در نتیجه، با برگ درخت انجیر خود را پوشاندند.
در این نقطه ترس بر آدم و زن مسلط می‌شود؛ آنان از یکدیگر و هر دو از خدا می‌هراسند. وقتی آدم و زن صدای آواز خدا که میان درختان باغ در هنگام وزش نسیم می‌خرامید را شنیدند، خود را از حضور او پنهان کردند زیرا می‌دانستند از حدود تعیین شده تجاوز کرده‌اند. زمانی‌که خدا بازگشت، از آدم پرسید: «کجا هستی؟» و آدم پاسخ داد: «چون می‌دانستم خواهی آمد، خود را پنهان کردم، زیرا لخت هستم.» پاسخ آدم باعث شد خدا متوجه شود که آنان از میوه معرفت خورده‌اند. خدا آدم را پاسخ داد: «چه کسی به تو اطلاع داد که لخت هستی؟ آیا از درختی که گفتم نخوری، خوردی؟» آدم در جواب تقصیرات را گردن زن و خودِ خدا انداخت: «این زنی که همنشین من کردی میوه را به من داد.» خدا از زن پرسید: «این چه کاری بود که کردی؟» و زن مار را مقصر دانست. به مار فرصت دفاع داده نمی‌شود. خدا هر سه اینان را نفرین کرد: مار از این پس بر روی شکمش راه خواهد رفت، زن تابع مرد خواهد بود و باید درد زایمان را تحمل کند و مرد باید بر روی زمین‌های کشاورزی زراعت کند.
برخلاف آنچه به نظر می‌رسد خدا گفته بود، آدم و زن با خوردن میوهٔ درخت معرفت نمردند. ممکن است اینجا منظور تورات از مرگ، بیگانگی با خدا و نهایتاً میرندگی باشد. خدا با پوست برای آن‌ها لباسی دوخت و سپس گفت: «حال انسان هم یکی از ما شده و به نیک و بد آگاه است.» پس از ترس اینکه مبادا انسان از درخت حیات هم بخورد و تا ابد زنده بماند، او را از باغ عدن بیرون کرد. خدا همچنین کروبی‌ها را با شمشیر آتش‌بار در شرق باغ عدن ساکن کرد تا موجود دیگری به درخت حیات نزدیک نشود. آدم زن را «حوا» (زندگی) نامید. اینان در زمین نزدیکی کردند و صاحب فرزندانی به نام هابیل و قائن شدند.

## دیدگاه‌های دینی

### یهودیت

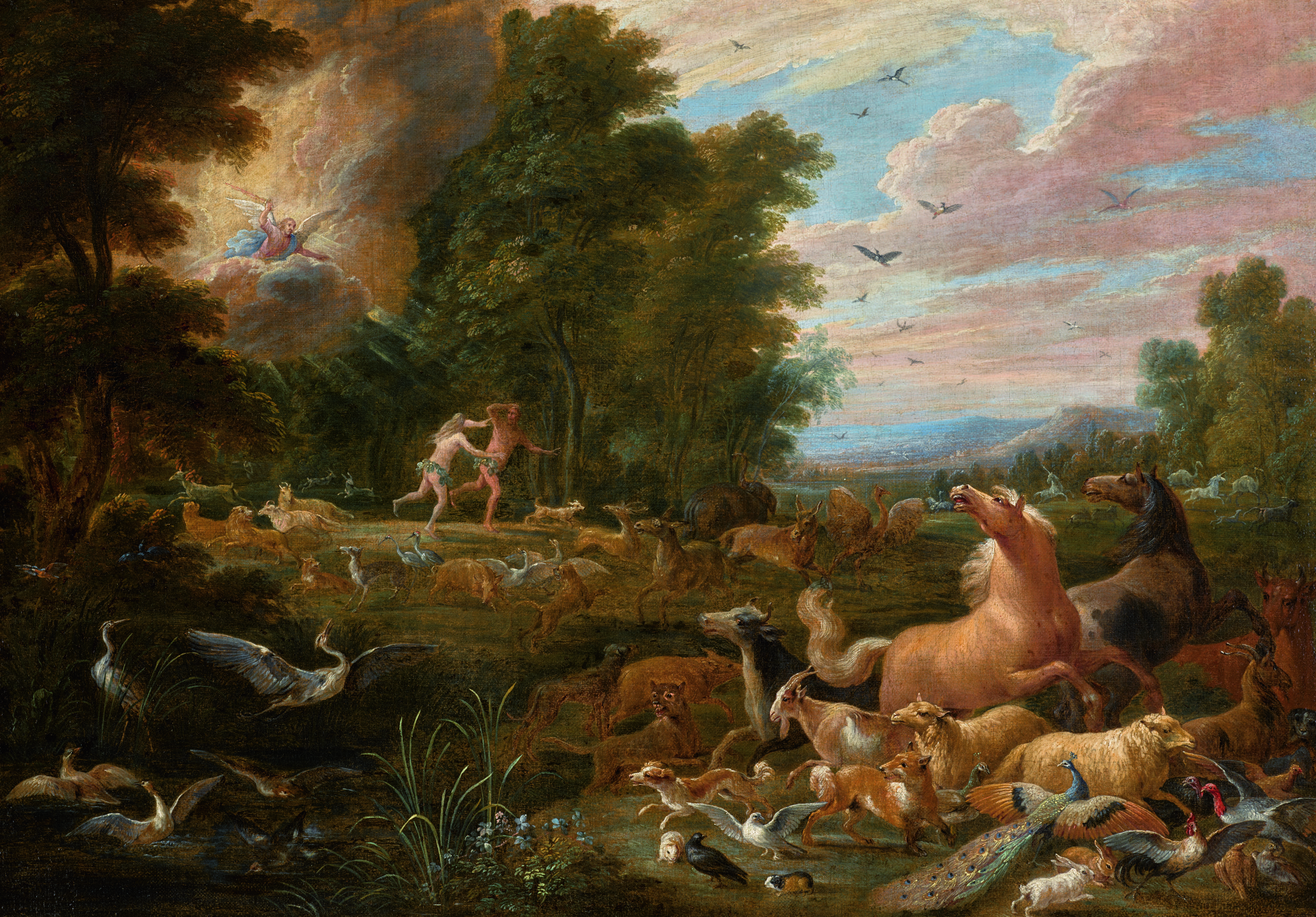
اخراج از باغ عدن اثری از لمبرت دو هونت

در یهودیت این داستان ارتباطی با «گناه نخستین» ندارد. در عوض گفته می‌شود انسان‌ها گرایش‌های شر دارند که باید با اعمال خوب متعادل شود. در تنخ، برخلاف مسیحیت، آدم و حوا نخستین گناهکاران نیستند و قائن با کشتن هابیل اولین گناه را انجام می‌دهد. اهمیت داستان نافرمانی آدم و حوا در یهودیت باستانی از اهمیت آن در مسیحیت به مراتب کمتر بوده‌است. تفسیرهای ربانی یهودی نافرمانی آدم را یکی از چند شورش انسان علیه خدا محسوب کرده‌اند.

### مسیحیت
«گناه نخستین» عقیده‌ای مرکزی در مسیحیت است و یکی از پایه‌های اساسی رابطه انسان و خدا محسوب می‌شود. پولس در مقایسه آدم–مسیح است که سنگ‌بنای چنین مفهومی در مسیحیت را گذاشته و ادراک مسیحیان اولیه از آدم و حوا نیز ریشه در نوشته‌های او دارد. آدم که در آغاز آفرینش فضیلت‌های بسیاری (مثل نداشتن شهوت) دارا بود، با انجام «گناه نخستین» همه را از دست داد و سپس ذات فاسد شده خود را به همه نوادگانش منتقل کرد. تنها با آمدن عیسی، موسوم به «آدم آخر» یا «آدم دوم» بود که انسان به شکوه و کمال اصلی خود بازگشت، زیرا «همان‌طور که در آدم همه می‌میرند، در مسیح همه زنده خواهد شد.» (اول قرنتیان، ۱۵:۲۲)

### اسلام

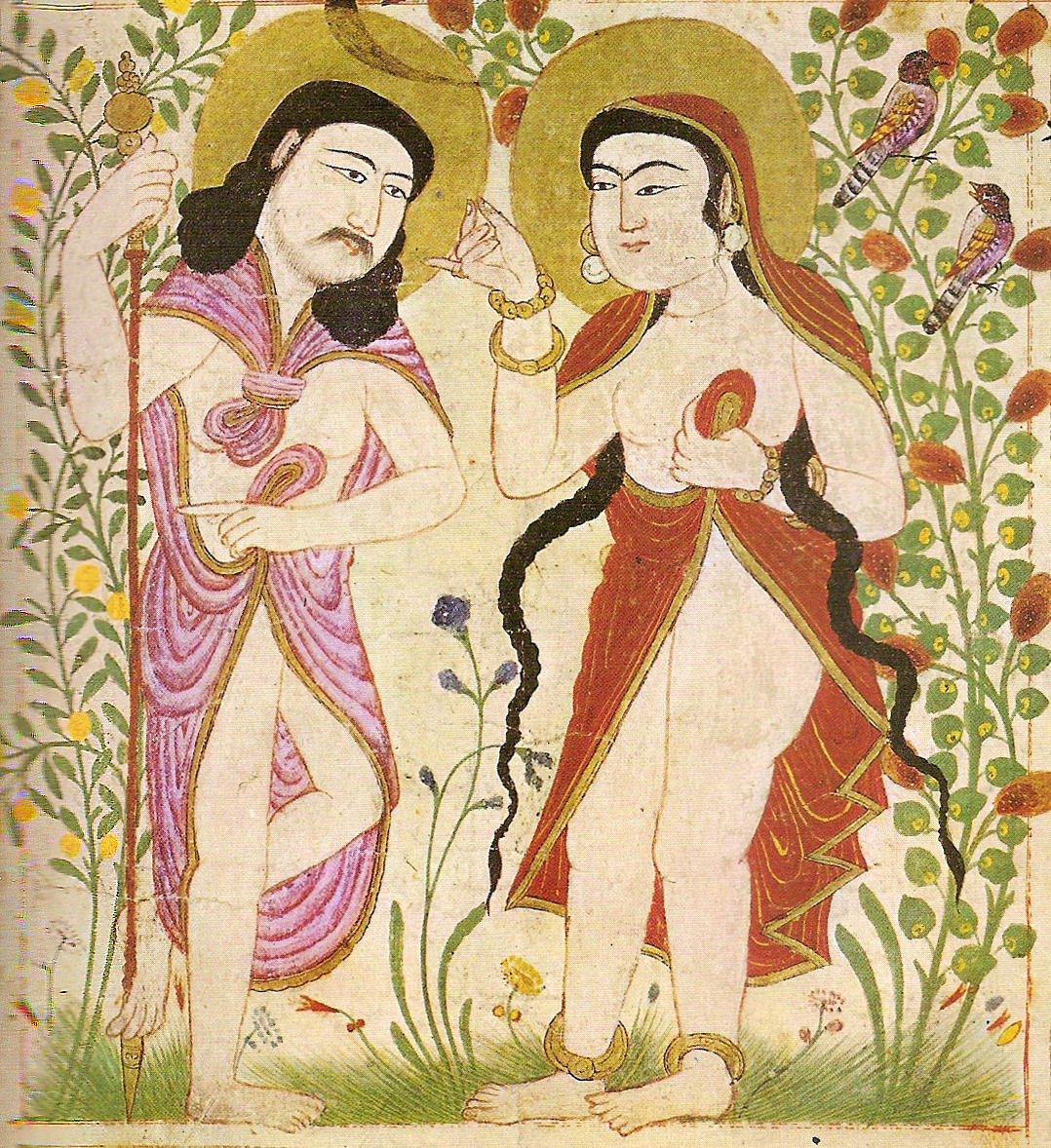
آدم و حوا در منافع‌الحیوان، تهیه شده در مراغه، ایران دوره مغول

داستان نافرمانی آدم و حوا و بیرون رانده شدن آنان از بهشت در قرآن نیز بازگو شده‌است. در روایت قرآن، خدا ابتدا به فرشتگان می‌گوید می‌خواهم خلیفه‌ای در زمین بگمارم و فرشتگان به خدا هشدار می‌دهند که آدم فساد خواهد کرد. خدا سپس آدم را از گل به وجود آورد و همه نام‌ها را به او آموخت اما فرشتگان آن نام‌ها را نمی‌دانستند و آدم به ایشان تعلیم داد. خدا از فرشتگان خواست به آدم سجده کنند؛ همه سجده کردند، غیر از ابلیس زیرا خود را که از «آتش» بود برتر از آدم که از گل بود می‌دانست. در نتیجه ابلیس از بهشت رانده شد. آدم و همسرش در بهشت ساکن شدند و تنها محدودیت این بود که نزدیک «این درخت» نشوند. در ادامه به بیرون رانده شدن آدم از بهشت پرداخته شده‌است؛ شیطان به آدم و حوا خبر داد که لخت هستند و به آنان گفت اگر از آن درخت بخورند، فرشته و جاودان خواهند شد. پس آنان از درخت خوردند و لختی خود را دیدند و با برگ خود را پوشاندند. در اثر این اتفاق، خدا آن‌ها را به زمین فرستاد تا چون دشمن زندگی کنند اما وقتی آدم درخواست بخشش کرد، خدا از او گذشت.
«آیات شیعی قرآن» صدها آیهٔ منسوب به قرآن هستند که در منابع شیعه و احادیث امامان شیعه وجود دارند، ولی در نسخه فعلی قرآن—موسوم به مصحف عثمان—یافت نمی‌شوند. در این منابع، نسخهٔ متفاوتی از سورهٔ طه آیهٔ ۱۱۵ و پیمان‌شکنی آدم وجود دارد: «و بی تردید پیش از این با آدم با فرامینی دربارهٔ محمد و علی و حسن و حسین و امامان از نسلشان پیمان بستیم، و فراموش کرد، و برای او عزمی نیافتیم.» (تفاوت با قرآن رسمی با فونت ایتالیک نوشته شده)

## یادکردها
1. ↑  Kvam, Eve and Adam, 15–40.
2. ↑  Bandstra, Reading the Old Testament, 45–54.
3. ↑  Attridge and  Meeks, “Genesis 3”, The HarperCollins Study Bible.
4. ↑  Gordon and  Rendsburg, The Bible and the Ancient Near East, 37.
5. ↑  Heller, “Adam”, Encyclopaedia Judaica, 374.
6. ↑  Tuling, Thinking about God, 3–64.
7. ↑  Pedersen, “Adam”, The Encyclopaedia of Islam, 177.
8. ↑  ابن فارس، معجم مقائیس اللغة، ج۶، ص۳۰.
9. ↑  Bandstra, Reading the Old Testament, 51.
10. ↑  Cosgrove, The Meanings We Choose, 168.
11. ↑  Enns, The Evolution of Adam, 84.
12. ↑  Gmirkin, Berossus and Genesis, Manetho and Exodus, 240–241.
13. ↑  Bandstra, Reading the Old Testament, 37–44.
14. ↑  Attridge and  Meeks, “Genesis 1”, The HarperCollins Study Bible.
15. ↑  Bandstra, Reading the Old Testament, 45–54.
16. ↑  Attridge and  Meeks, “Genesis 2”, The HarperCollins Study Bible.
17. ↑  Collon, Ancient Near Eastern Art, 213.
18. ↑  Bandstra, Reading the Old Testament, 37–44.
19. ↑  Attridge and  Meeks, “Genesis 1”, The HarperCollins Study Bible.
20. ↑  Bandstra, Reading the Old Testament, 45–54.
21. ↑  Attridge and  Meeks, “Genesis 3”, The HarperCollins Study Bible.
22. ↑  Bandstra, Reading the Old Testament, 51.
23. ↑  Bandstra, Reading the Old Testament, 45–54.
24. ↑  Attridge and  Meeks, “Genesis 3”, The HarperCollins Study Bible.
25. ↑  Bandstra, Reading the Old Testament, 51.
26. ↑  Bandstra, Reading the Old Testament, 45–54.
27. ↑  Attridge and  Meeks, “Genesis 3”, The HarperCollins Study Bible.
28. ↑  Bandstra, Reading the Old Testament, 51.
29. ↑  Bouteneff, The Oxford Handbook of Biblical Interpretation, 525–533.
30. ↑  Heller, “Adam”, Encyclopaedia Judaica, 374.
31. ↑  Louth, The Book of Genesis: Composition, Reception, and Interpretation, 574–575.
32. ↑  Heller, “Adam”, Encyclopaedia Judaica, 374.
33. ↑  Bouteneff, The Oxford Handbook of Biblical Interpretation, 525–533.
34. ↑  Heller, “Adam”, Encyclopaedia Judaica, 374.
35. ↑  Heller, “Adam”, Encyclopaedia Judaica, 374–375.
36. ↑  Pedersen, “Adam”, The Encyclopaedia of Islam, 177.
37. ↑  Amir-Moezzi, Le Coran des Historiens, 937.